# Ремезы
Ремезы (лат. Remiz) — род птиц семейства ремезовых.

## Ареал
Ареал ремезов — Евразия. В России распространён обыкновенный ремез.

## Описание
Ремезы — небольшие птицы, длина тела 19-12 см. Внешне напоминают синиц.
Ремезы известны своими сложными гнёздами из паутины, шерсти животных и мягких частей растений, таких как ива и семена тополя.

## Виды
В состав рода включают четыре вида:
- Remiz pendulinus — Обыкновенный ремез — Европа, Запад России, зимует на Средиземноморье.
- Remiz macronyx — Тростниковый ремез — Казахстан
- Remiz consobrinus — Китайский ремез — Китай, Корейский полуостров, Япония, юг Дальнего Востока России
- Remiz coronatus — Венценосный ремез — Центральная Азия, Пакистан

## Галерея

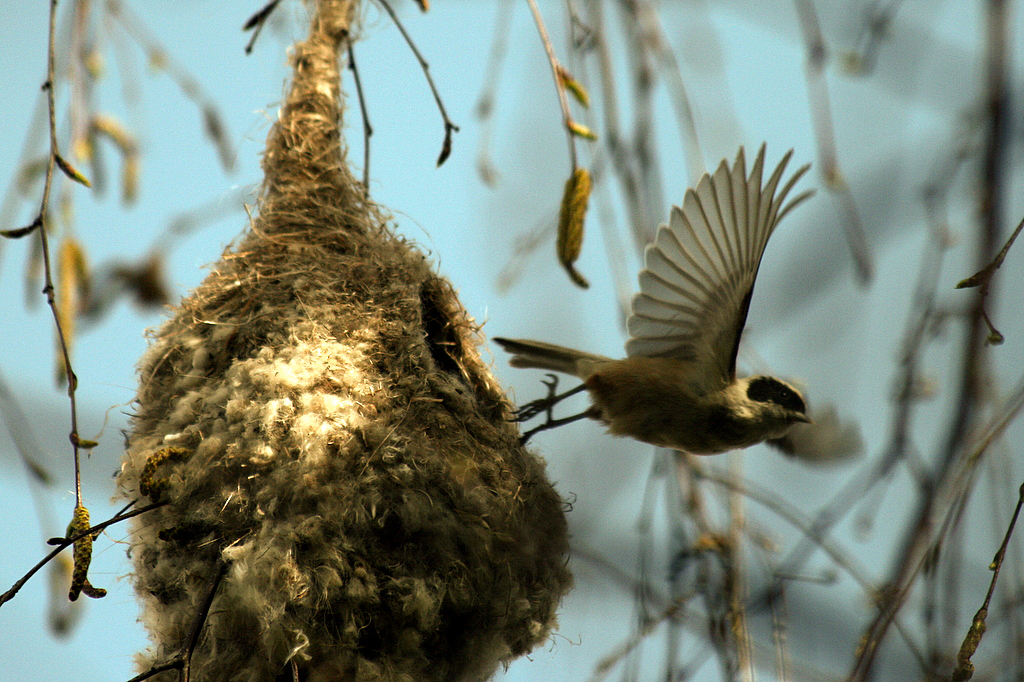
Обыкновенный ремез у своего гнезда
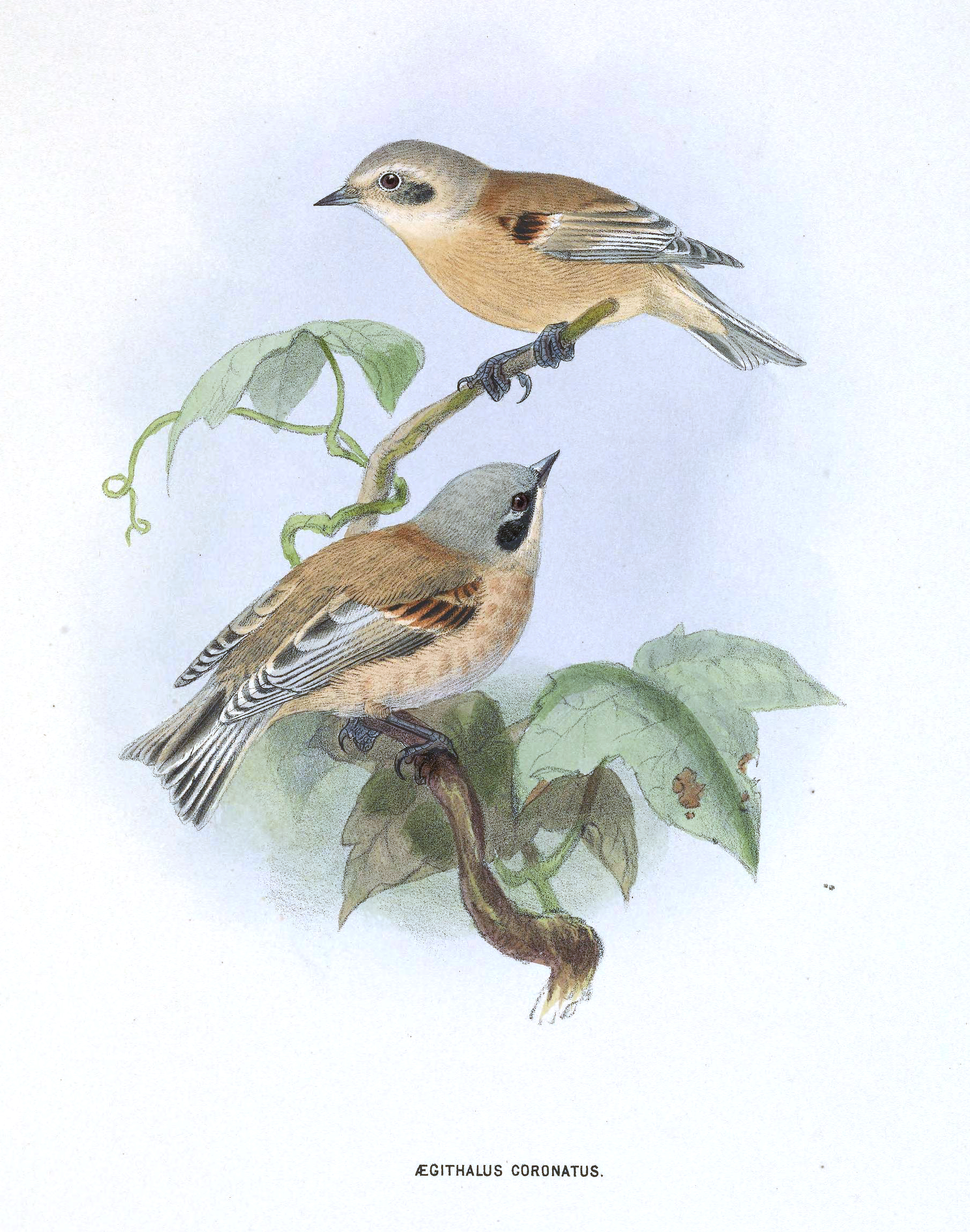
Венценосный ремез
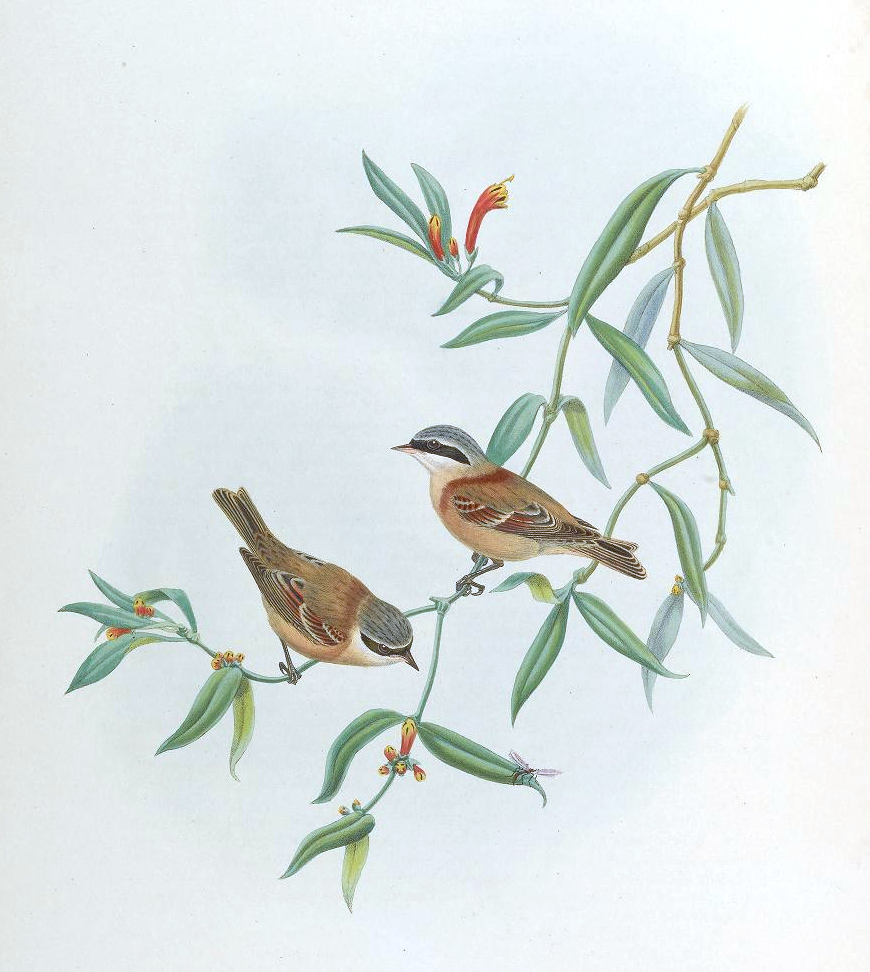
Китайский ремез